# Marais de Bourges

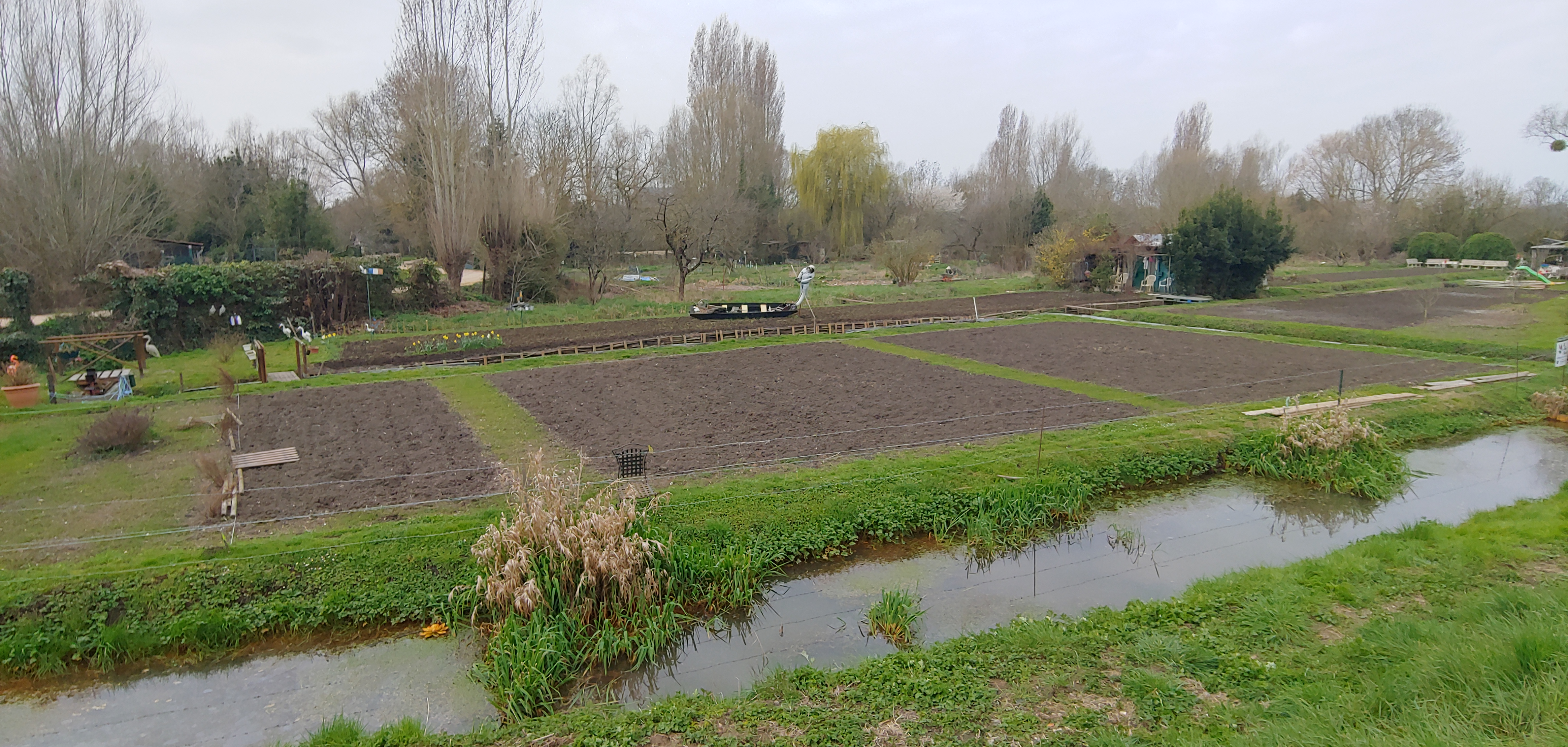
Les marais de Bourges

Les marais de Bourges, ou marais de l’Yèvre et de la Voiselle, constituent dans le lit majeur de la rivière Yèvre et à l'est du centre-ville de Bourges, une enclave de 135 ha d'anciens marais aménagés par les humains à partir du VIIIe siècle, et aujourd'hui dédiées à des formes d'agriculture urbaine (jardins privés potagers ou d'ornement) et cadre de certains loisirs (pêche, jogging, promenade, tourisme…)
Ils sont découpés en près de 1 500 parcelles, répartis entre presque autant de propriétaires : leurs superficies varient de 13 m2 à 1,5 ha. Les marais sont protégés par un classement depuis 2003 sous le régime des « monuments naturels et sites » régi par le code de l'environnement. Deux associations, regroupant une partie des usagers des marais, contribuent à leur sauvegarde et protection, leur mise en valeur, leur entretien et leur animation : l'Association des maraîchers de Bourges (AMB), et l'Association Patrimoine des Marais (également appelée Association des usagers des marais de l'Yèvre et de la Voiselle à Bourges, AUMYVB).

## Précisions sur la désignation

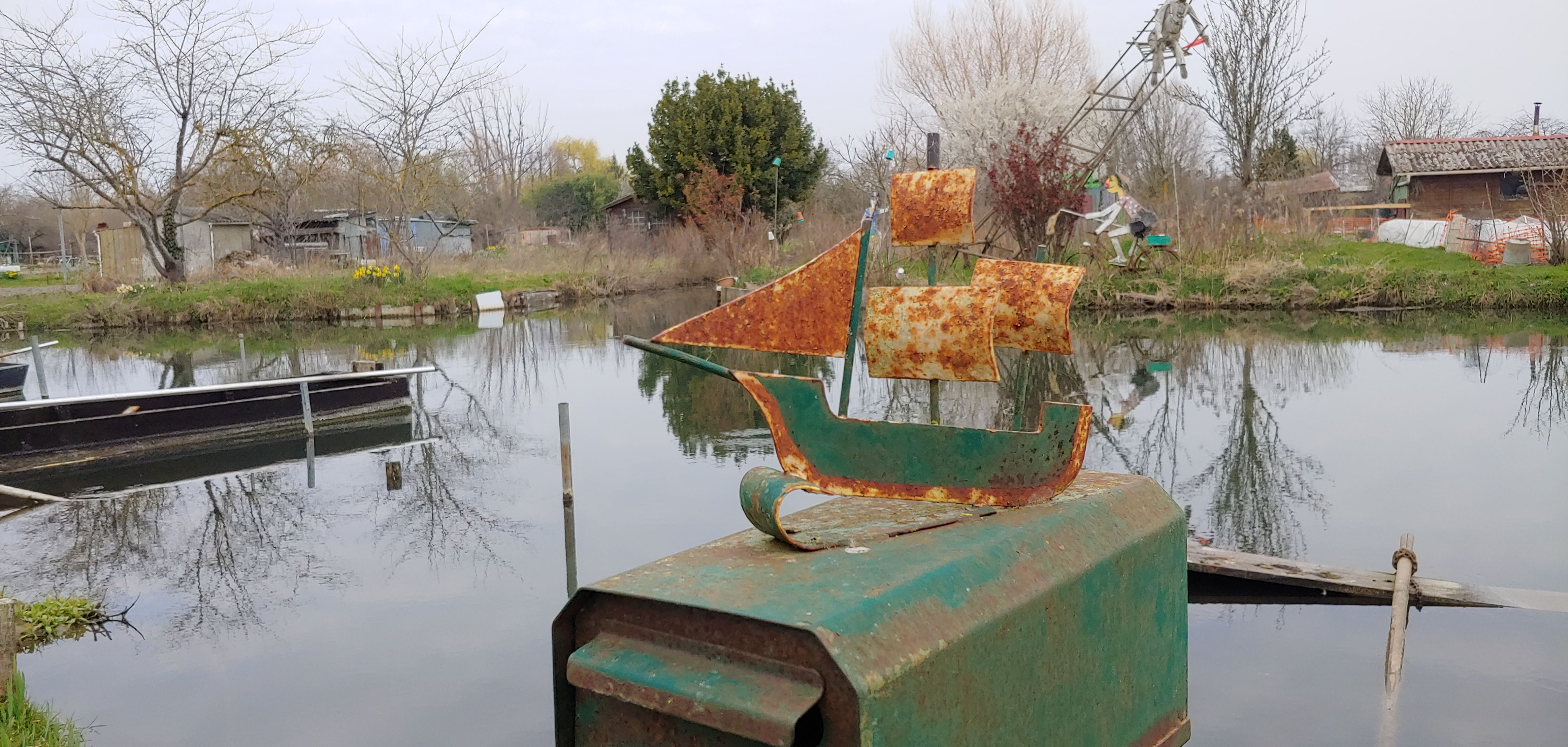
Vue des marais de Bourges

Par « marais de Bourges », on désigne le plus souvent et retient à l'esprit les marais de l'Yèvre et de la Voiselle. Pourtant, le centre de Bourges est cerné à l'ouest par la vallée de l'Auron, au nord et à l'est par celles de l'Yèvre et ses confluences avec le Moulon et le Langis, ainsi que par ce qu'il demeure de leurs zones humides afférentes, toutes aménagées pour une très vaste part en de multiples jardins privés. 

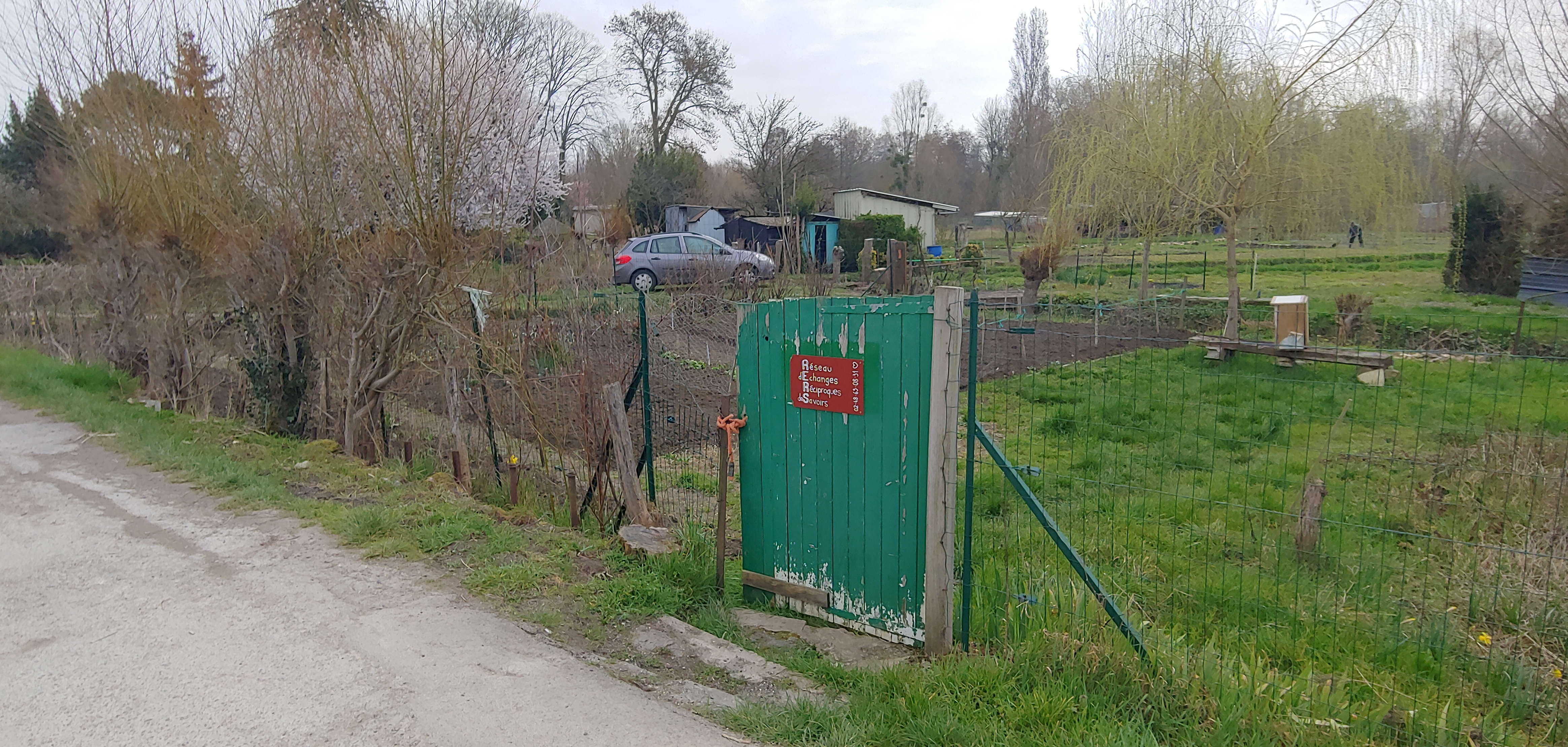
Vue des marais de Bourges

Cet article porte essentiellement sur les premiers « marais », qui ont la plus grande surface, et sont les mieux intégrés (ramassé géographiquement et également structuré socialement).   
Au singulier, un « marais » désigne une des 1 500 parcelles, souvent délimitée par une haie végétale, une clôture grillagée ou l'eau des différents « coulants ». L'appellation « marais » n'est pas tout à fait approprié au sens que lui donne les sciences écologiques. Ils sont effectivement aménagés depuis plusieurs siècles, ceci impliquant modifications de l'écoulement de l'eau, de la biodiversité… 
Les marais de Bourges sont avec les hortillonnages d'Amiens, le marais de Saint-Omer parmi les derniers représentants de marais maraîchers en France.

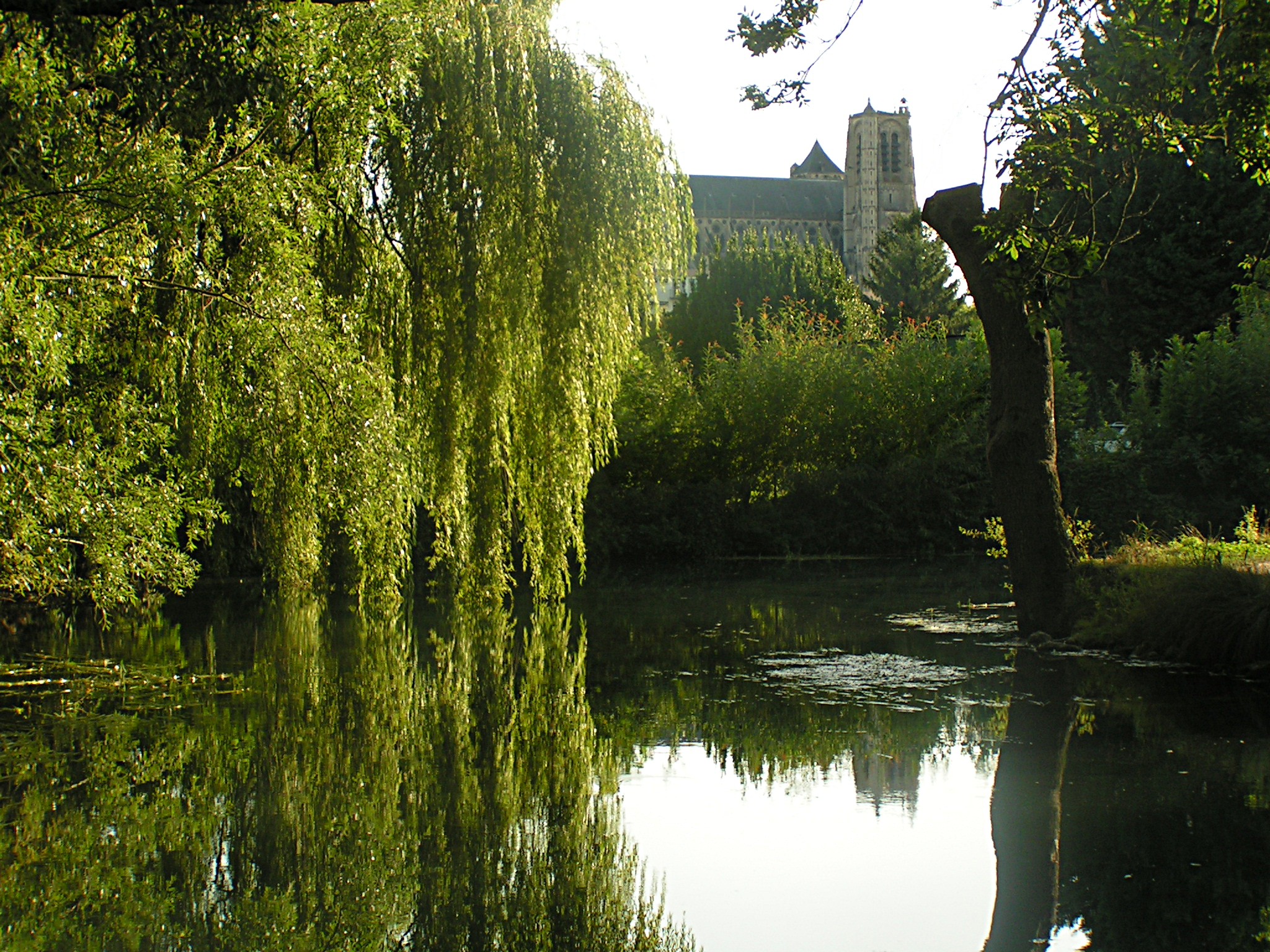
La cathédrale de Bourges depuis les rives de la Voiselle dans les marais de Bourges : on perçoit la proximité du centre ville.

## Site naturel et situation géographique

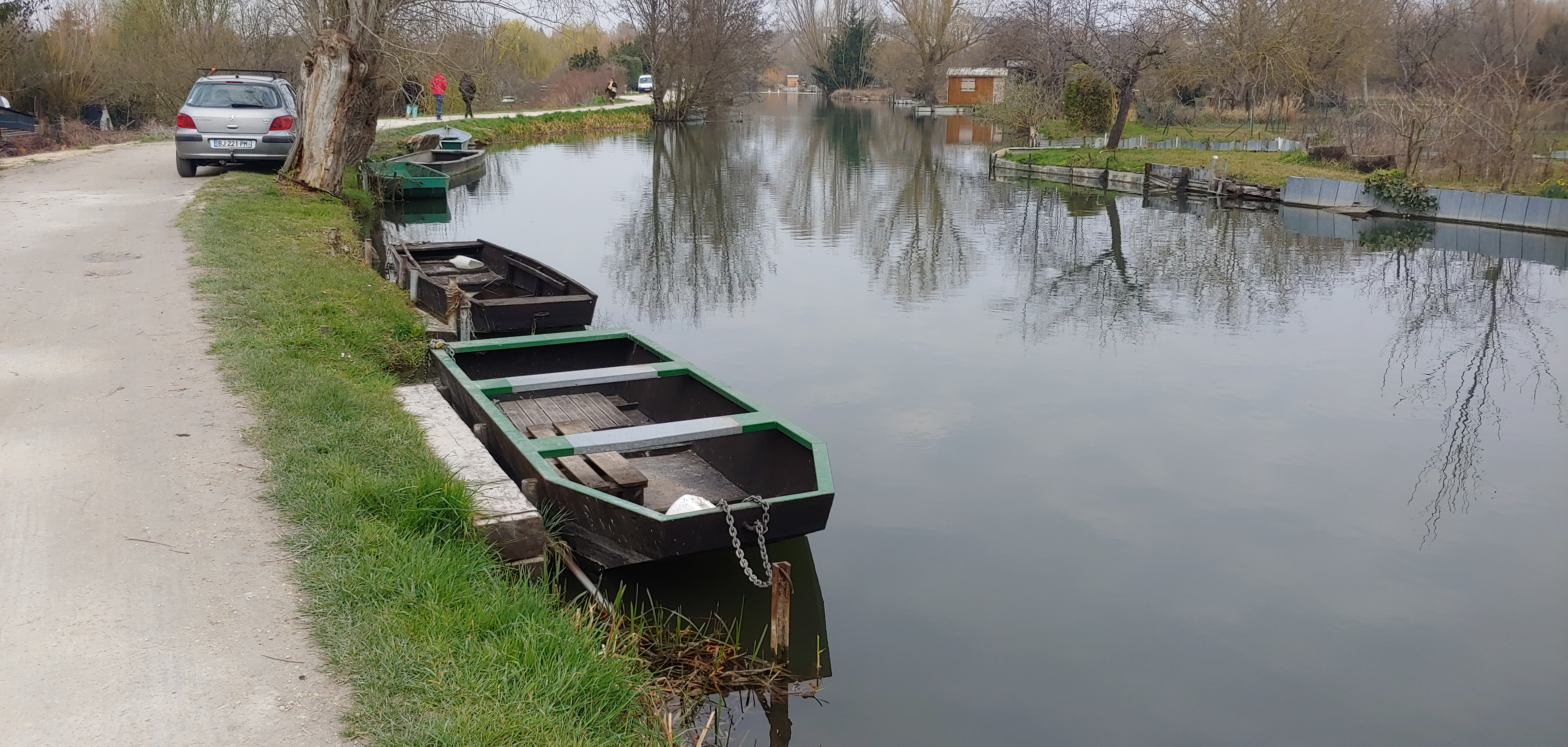
Les marais de Bourges

À Bourges, le « verrou » et le resserrement de la vallée de l'Yèvre qu'induit la proéminence vers le nord du plateau sud à l'Yèvre (la saillie sur laquelle la ville s'est développée originellement, à l'Antiquité puis au Moyen Âge, et accueillant aujourd'hui encore le centre), explique la présence d'eaux stagnantes dans le lit majeur en amont, notamment lors des périodes de hautes eaux. Ils se situent au nord-est et en contrebas de ce relief rocheux, en contiguïté du faubourg qui s'est développé le long des actuelles rue Édouard-Vaillant et avenue Marx-Dormoy.
Les sols spécifiques de ces zones humides générés par l'humidité constante et la circulation faibles de l'eau sont très humifères (riches en humus, qui est de la matière végétale décomposé), en limons, et par la même fertiles. Les marais de l'Yèvre et de la Voiselle occupent dans le lit majeur de l'Yèvre une surface de forme proche du rectangle. I
Ils sont délimités :
- à l'ouest par le bâti de l'avenue Marx-Dormoy, puis après le pont au-dessus de la Voiselle par le Faux Pallouet et enfin par le bâti de l'avenue du Général-Chanzy ;
- au sud, par le bâti longeant l'Yèvrette du chemin des Communes et de la rue Charlet ;
- à l'est, par la chaussée de la Chappe et son bâti, puis le remblai accueillant une zone commerciale ;
- au nord, par les axes tous trois parallèles du chemin des Quatre-Pelles, de la ligne de chemin de fer de Nevers, et de la route de la Charité.

## Organisation géographique interne et hydrologie

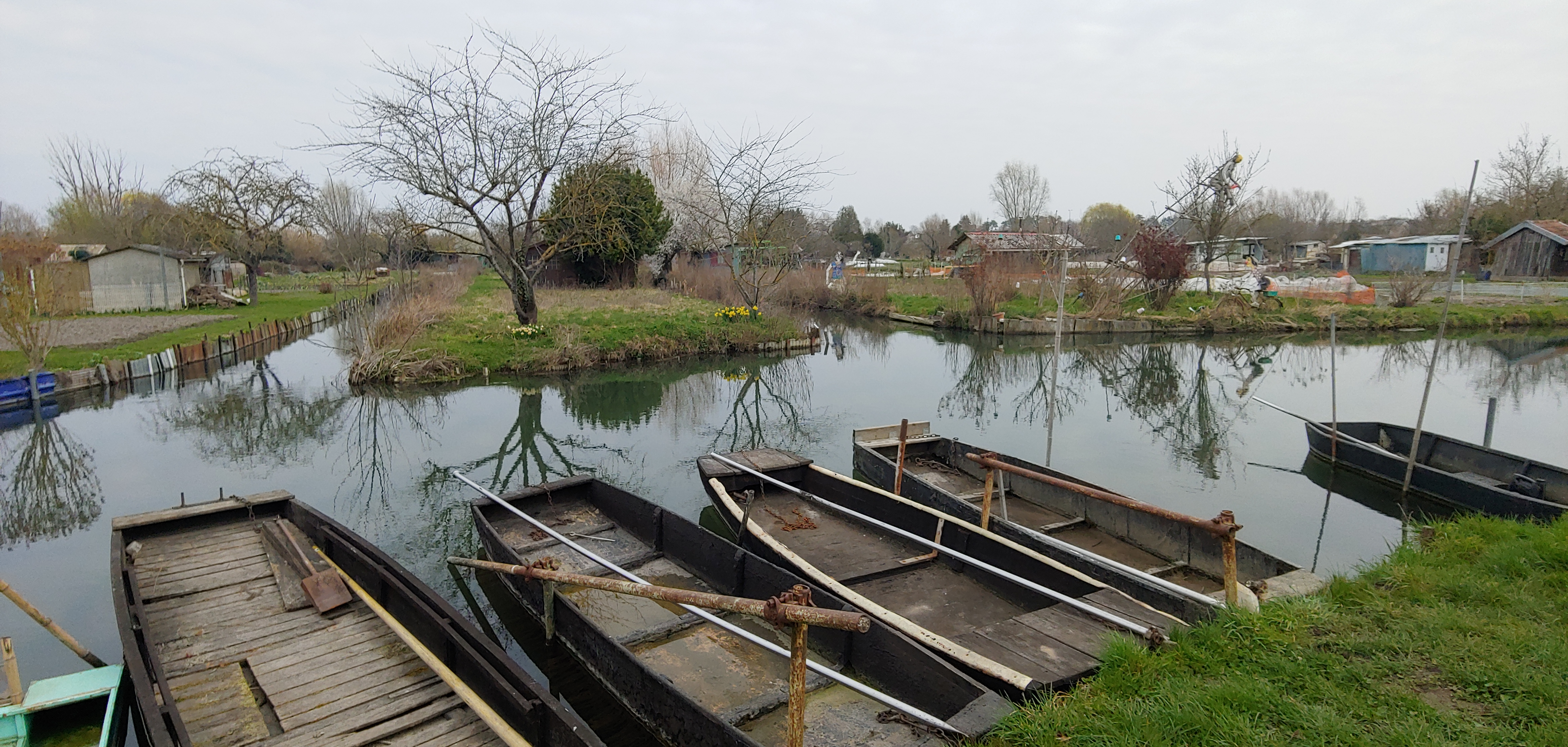
Les marais de Bourges

Un vaste réseau hydrologique structure les marais. Celui-ci est organisé autour de la rivière Yèvre, de la Voiselle, de l'Yèvrette, du Faux Pallouet (des cours annexes de l'Yèvre), et par une multitude de canaux appelés « coulants ». On distingue les marais « du haut », au nord de l'Yèvre et de sa digue, des marais « du bas », au sud. Alors que ces derniers sont accessibles à pied, et même en voiture grâce à un réseau de voies terrestres plus ou moins carrossables, la majeure partie des parcelles du « marais du haut » ne peut être atteinte qu'en barque, par la navigation sur des coulants plus larges que dans les marais du bas. Le barrage des Quatre Pelles (situé à l'extrémité nord-ouest des marais) permet la régulation du niveau d'eau de l'Yèvre, et des coulants du marais du haut qui lui sont raccordés. Cette sauvegarde hors d'eau se produit parfois au détriment des marais du bas qui se voient arrosés par ces trop pleins certains hivers, alors que les sols sont déjà saturés d'eau. Ces épisodes ponctuels de submersion peuvent toutefois être appréciables, car vectrices de dépôts fertilisant le sol.

## Problématiques actuelles
Si l'extension de l'urbanisation sur les marais de l'Yèvre et de la Voiselle est écartée à moyen terme, par les contraintes exercées par les documents réglementaires d'urbanisme des collectivités municipales et communautaires (POS, et désormais PLU qui le remplace), et, depuis 2003, en raison du classement comme site naturel, les marais sont aujourd'hui néanmoins confrontés à de nombreux autres problèmes:
- multiplication des friches due au vieillissement des usagers et aux successions compliquées ;
- pollution d'origine aquatique et se diffusant dans les sols : notamment en provenance du Langis et de la zone industrielle qu'il parcourt juste avant de confluer dans l'Yèvre, au nord des marais ;
- déprise du maraîchage et évolution des usages des parcelles par les propriétaires et locataires (jardin d'agrément, de détente) ;
- maintien des cabanes typiques et modification du paysage par l'introduction de formes modernes d'immobilier de jardin ;
- envasement, comblement des coulants et affaissement des parcelles par manque de curage, faucardage (coupe des végétaux aquatiques) et rehaussement ; et à cause des espèces envahissantes végétales (jussie (Ludwigia L.), myriophylle (Myriophyllum aquaticum)) ;
- régulation de la population de l'espèce invasive écrevisse de Louisiane qui bouleverse l'écosystème aquatique, et de celle de ragondins.

## Histoire

### Des marges naturelles inhospitalières transformées en environnement utilitaire par l'aménagement, à partir duMoyen Âge
Par défaut favorables à la défense de la ville contre d'éventuels envahisseurs de par leur inhospitalité et humidité (en tout cas sur une partie de son périmètre), ces espaces périphériques ne revêtent aucune autre fonction jusqu'au VIIIe siècle, faute de volonté et de moyens de les mettre en valeur. Ils sont même à l'origine de nombreuses nuisances et risques, plus ou moins graves : odeurs, vecteurs d'agents pathogènes, inondations.
La maîtrise du cours de l'eau qui allait mobiliser de nombreux acteurs au fil des siècles ne manquait donc pas de motivations : assainissement de ces zones humides hôtes de nombreux parasites (dont la peste) ; jugulation du risque d'inondation lié aux crues ; utilisation de la force motrice liée au poids de l'eau ; usage direct de l'eau ; mise en valeur des terres pour l'agriculture (pacage pour les éleveurs, culture maraîchères).
En l'absence de traces préalables, on estime au VIIe ou VIIIe siècle les premiers travaux entrepris dans les marécages. En ces siècles d'essor du christianisme, les moines des différentes abbayes qui s'établissent alors seraient parmi les premiers à s'y intéresser et y œuvrer. Ces communautés religieuses joueront à partir de là, et pendant une grande partie de leur histoire, un rôle de premier plan dans leur histoire (parmi elles: communautés Chapitre de Saint-Ursin, Saint-Étienne, et bénédictines de Saint-Laurent - dans l'actuel quartier Saint-Bonnet). L'endiguement de l'Yèvre, et le creusement de l'Yèvrette pour circonscrire l'écoulement de l'eau et assécher les prairies seraient les premiers travaux datés d'alors. 
Cette progressive maîtrise de l'eau va faciliter la vie quotidienne des citadins et engendrer une dynamique nouvelle de l'artisanat :
- nouveau potentiel pour les moulins hydrauliques alimentés par biefs et canaux et qui moulent le grain, pressent les noix, mettent en mouvement des mécanismes de scierie, de tannerie ;
- eau coulante et non stagnante renouvelée pour laver ;
- eau prélevée par les teintureries…

L'eau enserrée dans un nouveau et étroit lit artificiel, de vastes espaces se trouvent libérées. Les animaux d'élevage les investissent pour y paître, et grâce au droit de vive pâture notamment sur les communaux (terrains non sujet à propriété privée). Le défrichage en vue d'implantation de culture est initié. Parmi ces cultures, celle du chanvre destiné aux ateliers de cordage (notamment marin) sera effective longtemps dans les marais, comme dans de nombreuses localités de la vallée de l'Yèvre.

### Fractionnement de la propriété et montée en puissance du maraîchage marchand, à partir de laRenaissance
Parmi les quelques dates importantes de l'histoire des marais dont nous ayons aujourd'hui traces figure celle du 18 avril 1640. La ville, sommée par le pouvoir royal central de lui verser quelque 60 000 livres en tant qu'impôt de guerre, se sépare de ses communaux que les communautés religieuses d'alors et de riches habitants achètent. En 1663, obligation leur est faite, par arrêté, d'entretenir leurs terres nouvellement acquises. Cette contrainte va engager un renforcement de la dynamique maraîchère puisque nombre de propriétaire feront le choix de mettre en location leurs parcelles à des particuliers. Ce sont ainsi autour de 70 maraîchers qui sont recensés à l'époque. La place Gordaine est le lieu privilégié d'écoulement marchand de leur production. De même, les fruits de la pêche relativement prolifique (organisée et réservée aux détenteurs de droits de pêche comme l'est la "corporations des pêcheurs royaux de Bourges"), y trouvent débouchés.
Avec la révolution, les communautés religieuses sont dépossédées par le nouvel État et leurs biens (terres, moulins) revendus fractionnés pour son compte : les anciens locataires sont parmi les premiers acheteurs. Avec ce fractionnement foncier, l'essor démographique engendré par la transition démographique concomitante annonce une seconde mutation. La demande accrue en nourriture renforce la vocation agricole et maraîchère de cet espace et les cultures deviennent plus intensives. Le secteur des marais du haut est le plus marqués des deux par cette professionnalisation. La multiplication des acteurs issus de la parcellisation voit l'accroissement des conflits liés aux usages divergents du marais : les mésententes (parfois jugées devant le tribunal) entre meuniers et maraîchers au sujet de la maîtrise du niveau de l'eau seront récurrents (les meuniers cherchent à surélever les arrivées d'eau pour assurer l'approvisionnement et induisent de fait une augmentation des niveaux en aval de leurs moulins).
L'implantation des établissements militaires dans la ville au XIXe siècle au sud des marais, et le développement de quartiers ouvriers adjacents (quartier Charlet/Pignoux) alimentera la cohorte des jardiniers « amateurs. » Nombreux sont en effet les employés de l'armement qui entretiennent une parcelle dans les marais en dehors des heures de travail pour complémenter les revenus familiaux.

### Régression des usages professionnels et régression face à l'urbanisation, à partir de la fin duXIXesiècle
Pourvoyeurs majeurs de la ville en légumes, l'activité des maraîchers professionnels installés dans les marais diminue à partir XXe siècle. Les progrès du transport de produits frais les confrontent à la concurrence des grandes exploitations qui se développent (dans le Val de Loire notamment). Leur nombre décline progressivement jusque dans les années 1970 (120 au début du XXe siècle, huit dizaines dans les années 1930, une douzaine dans les années 1950). Les innovations techniques, l'augmentation et la régularité des rendements qu'elles induisent sonneront également la fin de l'activité des moulins des marais, les minoteries industrielles remplaçant peu à peu à la fin du XIXe siècle les installations artisanales.+
Limité jusqu'alors, l'urbanisation des espaces marécageux périphériques va au cours du XXe siècle devenir commune. Le front urbain les atteint partout à la fin du XXe siècle. La forte tension foncière sur ces terres proches du centre ville, les choix urbanistiques retenus favorables à l'automobile et gourmands en surface, la plus faible sensibilité aux enjeux environnementaux qu'aujourd'hui, ainsi que les techniques modernes du bâtiments et des travaux publics concourent à l'étalement du tissu urbain sur les terrains humides (mis en valeur, notamment par le maraîchage, ou non). En considérant l'ensemble de ces marges visibles autrefois, (et non seulement les marais de l'Yèvre et de la Voiselle), on citera comme exemple de projets urbains réalisés en empiétant sur elles: l'aménagement du jardin des Prés-Fichaux dans les années 1930 ; après guerre, celui du parc des expositions, du camping sur la prairie Saint Paul (face à la médiathèque) ; la construction du centre nautique face au Près-Fichaux à la fin des années 1960 ; la mise en eau du val d'Auron au sud de la ville, dans les années 1970 ; plus récemment et au nord du boulevard de l'avenir, la construction du pôle loisirs autour de la patinoire, de la station d'épuration.

## Faune et flore

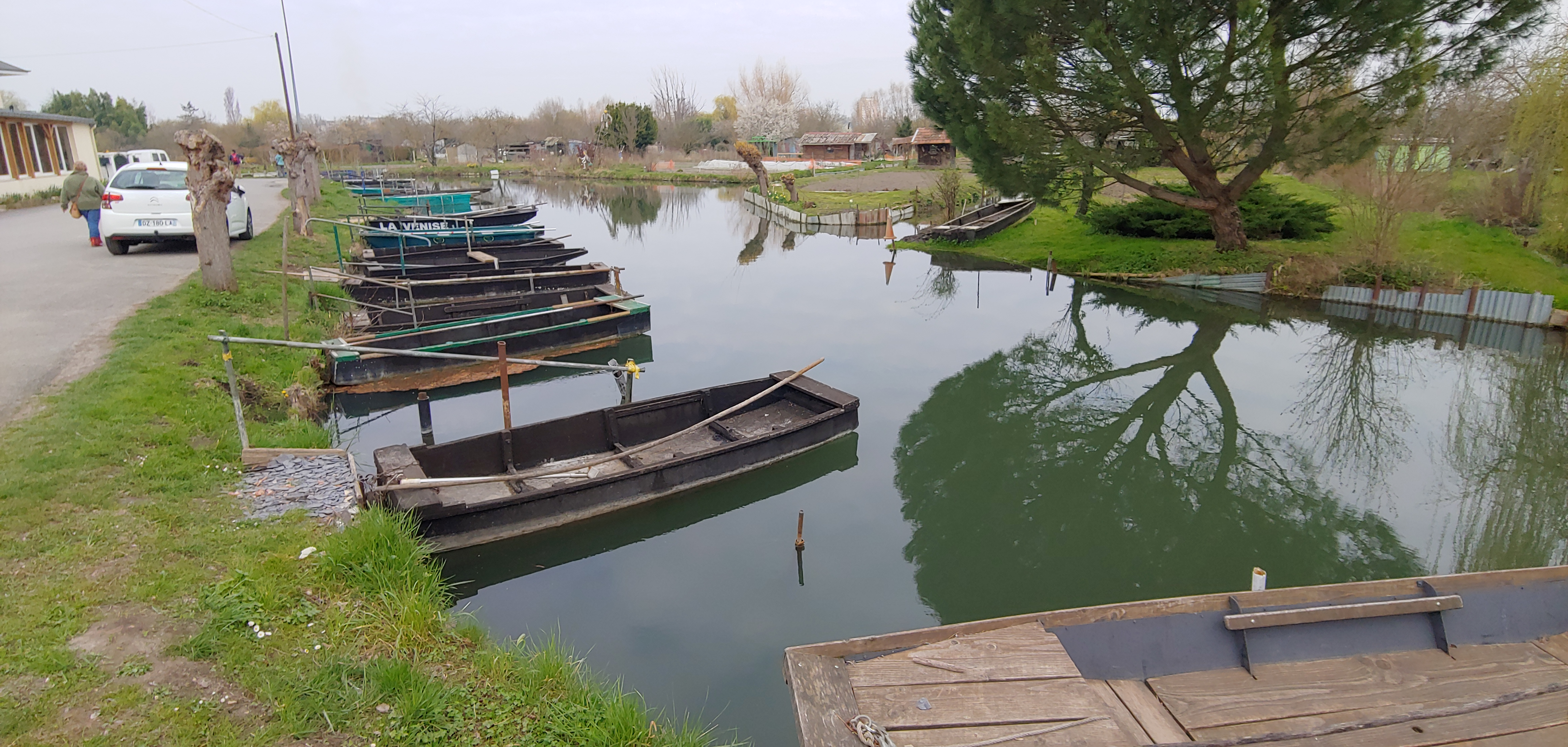
Vue des marais de Bourges